# ЧТПЗ (компания)
ПАО ЧТПЗ (от Челябинский трубопрокатный завод) — промышленное предприятие металлургического комплекса России, является одним из крупнейших отечественных производителей трубной продукции.

## История
Основан на базе эвакуированного в Челябинск Мариупольского трубного завода.
В мае 1993 года в соответствии с программой приватизации Челябинский трубопрокатный завод был преобразован в открытое акционерное общество и впоследствии приватизирован.
В 2002 году на собрании акционеров было решено создать холдинг «ЧТПЗ», в основе которого находился одноименный завод.
В 2004 году Челябинский трубопрокатный завод приобрел 57 % акционерного капитала Первоуральского новотрубного завода (ОАО «ПНТЗ»). В мае 2008 года ЧТПЗ увеличил долю до 84,5 %, а в декабре 2008 года приобрел 100 % акций ПНТЗ.
В период 2008—2009 гг. ЧТПЗ приобрел компанию по закупке и переработке лома «МЕТА» (ООО «МЕТА»), чтобы обеспечить сырьем для изготовления стали свой новый электросталеплавильный комплекс в Первоуральске.
В 2008 году ЧТПЗ приобрел 68 % капитала компании «Римера» (ЗАО «Римера») и ее дочерних предприятий, которые занимаются нефтепромысловым сервисом и изготовлением нефтепромыслового оборудования. В ноябре 2008 года ЧТПЗ увеличил уставной капитал компании «Римера», в результате его доля выросла до 99,9 %.
В 2009 году группа ЧТПЗ продала принадлежавший ей контрольный пакет Челябинского цинкового завода (57,83 %) консорциуму Уральской горно-металлургической компании и Русской медной компании.
В 2010 году на заводе ЧТПЗ был запущен цех «Высота 239» стоимостью в $880 млн, изготавливающий одношовные сварные трубы с наружным и внутренним покрытием. Мощность цеха составляет 1 млн тонн тонн.
В 2010 году ЧТПЗ приобрел 100 % акций завода «Соединительные отводы трубопроводов» (ЗАО «СОТ»), который производит отводы и узлы трубопроводов.
Также в 2010 году ЧТПЗ приобрел 100 % капитала Магнитогорского завода механомонтажных заготовок (ОАО «МЗМЗ»), производителя крутоизогнутых отводов и 100 % акций компании MSA, производящей трубопроводную арматуру.
В 2010 году Группа ЧТПЗ запустила в эксплуатацию новый электросталеплавильный цех «Железный Озон 32» на Первоуральском новотрубном заводе. Затраты на проект составили 670 миллионов долларов США. Мощность: 1 млн тонн в год.
С реализацией крупнейших инвестиционных проектов группы ЧТПЗ, ставших прорывными для отечественной металлургической отрасли, связано рождение понятия «Белая металлургия».
В 2015 году на площадке Челябинского трубопрокатного завода построено предприятие по выпуску штампосварных деталей трубопроводов «ЭТЕРНО» — совместный проект группы ЧТПЗ и РОСНАНО. Годовая мощность производства — до 10 000 тонн деталей трубопроводов (отводов, тройников, переходов, днищ диаметром до 1422 мм). В декабре 2016 года на заводе «ЭТЕРНО» при участии президента России Владимира Путина было запущено новое производство разрезных тройников с использованием нанотехнологий. На данный момент[когда?] РОСНАНО в капитале предприятия не участвует.
Из челябинских труб проложено свыше 70 % действующих отечественных трубопроводов: газопроводы «Бухара — Урал», «Средняя Азия — Центр», «Уренгой — Помары — Ужгород», «Сияние Севера»; нефтепроводы «Дружба», «Сургут — Полоцк», «Восточная Сибирь — Тихий океан». В числе проектов последних лет, куда отгружались трубы ЧТПЗ: газопроводы «Северный поток — 2», «Сила Сибири», «Бованенково — Ухта», нефтепроводы «Заполярье — Пурпе», «Пурпе — Самотлор», «Куюмба — Тайшет».
9 марта 2021 года 86,54 % акций ПАО «Челябинский трубопрокатный завод» были проданы ПАО «Трубная металлургическая компания» за 84,199 млрд руб.

## Собственники и руководство
Владелец ПАО «ЧТПЗ» — ПАО «ТМК» (доля 100 %).
Генеральный директор и председатель правления ПАО «ТМК» — Корытько Игорь Валерьевич.

## Структура
Предприятия ПАО «ЧТПЗ», которые вошли в состав ПАО «ТМК» по итогам сделки от 9 марта 2021 года:
- Челябинский трубопрокатный завод (ЧТПЗ, с 2021 г. — в составе ТМК);
- Первоуральский новотрубный завод (ПНТЗ, с 2021 г. — в составе ТМК);
- Предприятия по производству магистрального оборудования «СОТ», «ЭТЕРНО» и завод MSA a.s. (Чехия)[13], один из крупнейших производителей трубопроводной арматуры в Европе;
- ГК «МЕТА», компания по заготовке и переработке металлолома;
- ТД «Уралтрубосталь» (Складской комплекс ЧТПЗ[23]), металлоторговое подразделение;
- ГК «Римера» — нефтесервисный дивизион объединяет предприятия российского нефтяного машиностроения (ООО «Алнас» и ПАО «Ижнефтемаш») и сеть сервисных центров, расположенных в крупнейших нефтедобывающих регионах России («Римера-Сервис»).

## Деятельность
В 2007 году заводы Группы выпустили 2,7 млн т труб. В 2008 потребителям отгружено 1,5 млн т труб (на 20 % меньше, чем в 2007 году — 1,892 млн т).
В 2008 ЧТПЗ реализовал 806,7 тыс. т труб, уменьшение объемов продаж — 23 % (по сравнению с аналогичным периодом 2007, 1,049 млн т). В том числе отгружено труб большого диаметра 398 тыс. т, на 33 % меньше, чем за аналогичный период 2007 года (593,4 тыс. т).
В 2009 году (в условиях снижения спроса на трубы) объемы реализации ЧТПЗ упали на 28 % по сравнению с 2008 г. (с 807 тыс. т до 583 тыс. т).
Динамика первых месяцев 2010 года положительная. В январе-феврале завод реализовал 114,5 тыс. т труб — это на 25 % больше, чем за тот же период 2009 года.
Выручка компании в 2011 году — 113 млрд руб.
В 2017 году заводы Группы выпустили 2,7 млн т труб. Потребителям отгружено около 2 млн т труб (на 14,5 % больше, чем в 2016 году — 1,7 млн т).
Объем реализации труб в 2018 году составил 1,916 млн т. По итогам 2018 года доля компании в совокупных отгрузках российских трубных производителей составила 16,5 %.
Добыча нефти в 2019 году достигла 561,1 млн т, прирост к 2018 году — 0,9 %. Проходка в бурении составила 28445 тыс. м, что на 1 % ниже показателя 2018 года. Таким образом, отсутствие резких колебаний рынка обеспечило стабильный спрос на OCTG-трубы для нефте- и газодобычи. Кроме того, активно развиваются инфраструктурные проекты в смежных с нефтегазодобывающей отраслях, например, проект по строительству крупного комплекса по газопереработке «Амурский ГПЗ».
Согласно данным Федеральной службы государственной статистики (Росстата), индекс промышленного производства в 2019 году составил 102,4 %. При этом производство отдельных видов машиностроительной продукции значительно превысило показатели 2018 года: железнодорожного машиностроения (+12-32 %), тракторного и сельскохозяйственного машиностроения (+12 %), отдельных видов строительной техники (+21 %). Такая динамика способствовала увеличению спроса на индустриальные трубы.
В целом в 2019 году для производителей стальных труб сложилась благоприятная ценовая конъюнктура на рынках сырья и передельного металла: падение среднегодовых цен по разным видам продукции по отношению к 2018 году составило от 5 до 16 %.
В 2020 году в составе группы ЧТПЗ предприятиями Группы ЧТПЗ отгружено 1 423 тыс. т труб (Из которых 1 105 тыс. т бесшовных труб и 318 тыс. т сварных труб). Доля экспортных поставок в структуре отгрузок трубно-магистрального дивизиона Группы ЧТПЗ составила 21 %.
Общая численность персонала на 2020 год — около 16 тыс. человек.